# America's Next Top Model (prima edizione)
La prima edizione del reality show America's Next Top Model condotto dalla top model Tyra Banks, è andato in onda dal 20 maggio al 15 luglio 2003 sul canale UPN.

È stata l'unica edizione ad avere 10 concorrenti nella rosa delle finaliste, mentre la destinazione internazionale prevista per le prime sei finaliste è stata Parigi, Francia.

La vincitrice è stata Adrianne Curry, che avrebbe dovuto portare a casa un contratto con la Revlon, uno di rappresentanza con l'agenzia di moda Wilhelmina Models e un servizio fotografico su Marie Claire, ma ciò non è mai avvenuto.

## Concorrenti
| Concorrente             | Età1 | Residenza                  | Altezza | Posizione                 |
| ----------------------- | ---- | -------------------------- | ------- | ------------------------- |
| Tessa Carlson           | 19   | Chicago, Illinois          | 175 cm  | Eliminata nell'episodio 1 |
| Katie Cleary            | 21   | Glenview, Illinois         | 175 cm  | Eliminata nell'episodio 2 |
| Nicole Panattoni        | 22   | Murrieta, California       | 180 cm  | Eliminata nell'episodio 3 |
| Ebony Haith             | 24   | Bronx, New York            | 178 cm  | Eliminata nell'episodio 4 |
| Giselle Samson          | 18   | Corona, California         | 178 cm  | Eliminata nell'episodio 5 |
| Kesse Wallace           | 21   | North Little Rock, Arizona | 175 cm  | Eliminata nell'episodio 6 |
| Robynne "Robin" Manning | 26   | Memphis, Tennessee         | 175 cm  | Eliminata nell'episodio 7 |
| Elyse Sewell            | 20   | Albuquerque, Nuovo Messico | 178 cm  | Eliminata nell'episodio 9 |
| Shannon Stewart         | 18   | Franklin, Ohio             | 178 cm  | Seconda classificata      |
| Adrianne Curry          | 20   | Joliet, Illinois           | 179 cm  | Vincitrice                |

 1 L'età delle concorrenti si riferisce all'anno della messa in onda del programma

## Makeover
Nel terzo episodio a ciascuna concorrente è stato effettuato un rinnovamento del look, definito appunto "makeover".
- Adrianne: Capelli lisci, più lunghi
- Ebony: Capelli cortissimi, quasi a zero
- Elyse: Capelli tinti di castano
- Giselle: Capelli tinti di rosso
- Kesse: Extension ispirate al taglio corrente di Tyra Banks
- Nicole: Capelli lisci, molto definiti
- Robin: Extension con riflessi biondi
- Shannon: Extension bionde

## Ordine di eliminazione
| Ordine | Episodi  | Episodi  | Episodi  | Episodi  | Episodi  | Episodi  | Episodi  | Episodi  | Episodi  | Episodi  |
| Ordine | 1        | 1        | 2        | 3        | 4        | 5        | 6        | 7        | 9        | 9        |
| ------ | -------- | -------- | -------- | -------- | -------- | -------- | -------- | -------- | -------- | -------- |
| 1      | Nicole   | Ebony    | Shannon  | Shannon  | Kesse    | Adrianne | Elyse    | Elyse    | Shannon  | Adrianne |
| 2      | Robin    | Elyse    | Nicole   | Kesse    | Elyse    | Kesse    | Shannon  | Adrianne | Adrianne | Shannon  |
| 3      | Kesse    | Kesse    | Giselle  | Elyse    | Adrianne | Shannon  | Robin    | Shannon  | Elyse    |          |
| 4      | Elyse    | Adrianne | Robin    | Giselle  | Robin    | Robin    | Adrianne | Robin    |          |          |
| 5      | Katie    | Katie    | Adrianne | Adrianne | Shannon  | Elyse    | Kesse    |          |          |          |
| 6      | Ebony    | Nicole   | Ebony    | Robin    | Giselle  | Giselle  |          |          |          |          |
| 7      | Adrianne | Giselle  | Elyse    | Ebony    | Ebony    |          |          |          |          |          |
| 8      | Shannon  | Robin    | Kesse    | Nicole   |          |          |          |          |          |          |
| 9      | Giselle  | Shannon  | Katie    |          |          |          |          |          |          |          |
| 10     | Tessa    | Tessa    |          |          |          |          |          |          |          |          |

- Nell'episodio 1 metà dell'episodio 1, vengono selezionate 8 finaliste tra 20; in seguito, vengono aggiunte Giselle e Tessa.
- Nell'episodio 7, Robin e Shannon decidono di non partecipare al servizio fotografico.
- L'episodio 8 è il riassunto dei precedenti.

     La concorrente è stata eliminata
     La concorrente è stata aggiunta al cast in un'altra audizione
     La concorrente ha vinto il concorso

## Servizi fotografici
- Episodio 1: Costumi da Bagno sul tetto.
- Episodio 2: Costumi da Bagno per Stuff.
- Episodio 3: Scatti d'alta moda con serpenti.
- Episodio 4: Sguardi con lenti a contatto.
- Episodio 5: Pubblicità per Reebok con Clinton Portis.
- Episodio 6: Vista sulla Torre Eiffel per Wonderbra.
- Episodio 7: Scatti in bianco e nero e di nudo.